# كلمات البصر
كلمات النظر، أو البصر أو الرؤية، والتي تدعى غالباً بكلمات النظر الأكثر تكراراً، هي كلمات شائعة الاستخدام يتم تشجيع الأطفال على حفظها ككتلة واحدة عن طريق النظر إليها كَكُل، ليستطيعوا التعرّف على هذه الكلمات بشكل تلقائي في النصوص المطبوعة دون الحاجة لاستخدام أي استراتيجيات لتفكيكها أو تهجِئَتِها.
تُكَوِّن كلمات النظر نسبة كبيرة (تصل إلى 75% في النصوص الإنكليزية) من الكلمات المستخدمة في مواد الأطفال المطبوعة الابتدائية.
غالبًا ما يُخلط بين مصطلح كلمات البصر ومصطلح مفردات البصر، والتي تُعرّف على أنها مفردات الشخص الخاصة، والتي يدركها من الذاكرة دون الحاجة إلى التفكيك من أجل الفهم. قُدّمت كلمات البصر عندما لم تعد اللغة ككلّ (هول لانغويج) وهي طريقة مماثلة، مفضلة لدى المؤسسة التعليمية.

## الأساس المنطقي
تُكَوِّن كلمات البصر من نسبة كبيرة (تصل إلى 75%) من الكلمات المستخدمة في مواد الأطفال المطبوعة الابتدائية. تكمن ميزة تمكين الأطفال من التعرف على كلمات البصر تلقائيًا، في أن القارئ المبتدئ سيكون قادرًا على تحديد غالبية الكلمات في نص ابتدائي قبل أن يحاول قراءتها، وبالتالي السماح للطفل بالتركيز على المعنى والفهم أثناء قراءته دون الحاجة إلى التوقف وتفكيك كل كلمة. يعتقد المدافعون عن تدريس الكلمة الكاملة (هول وورد) أن القدرة على التعرف على عدد كبير من كلمات البصر، تمنح الطلاب بداية أفضل لتعلم القراءة.
يُقال إن التعرف على كلمات البصر تلقائيًا مفيد للقرّاء المبتدئين لامتلاك العديد من هذه الكلمات أنماط هجاء استثنائية، ولأنها لا تُنطق عن طريق المعرفة الأساسية بالصوتيات، ولا تُشرح باستخدام الصور. لا تتبع كلمة كان بالإنجليزية (واز) نمط تهجئة معتاد على سبيل المثال، فالحرف المتوسط يُلفظ آ والحرف الأخير يُلفظ ز، ولا يمكن أن ترتبط الكلمة بدلالة صورية لأنه يدل على حالة مجردة (الوجود). مثال آخر هو كلمة قال بالإنجليزية (سيد) فهو يتجاوز القاعدة الصوتية لـ (إيه آي) والتي تجعل اللفظ طويلًا، ويجعله قصيرًا (إيه واي). تُلفظ كلمة سيد ( إس إي دي). تتجاوز كلمة يمتلك (هاز) القاعدة الصوتية للحرف إس، وتُلفظ بدلا من ذلك ز، ويصبح لفظها (إتش إيه زد).

## قوائم الكلمات
جُمع عدد من قوائم كلمات البصر ونُشر، وأكثرها شعبية هي قائمة كلمات البصر دولش، والمئة كلمة السحرية (ماجيك 100 ووردز). تمتلك هذه القوائم ميزات متشابهة، لأنها تهدف جميعها إلى تقسيم الكلمات إلى مستويات تُحدد أولوياتها، وتُعرض على الأطفال وفقًا لتكرار ظهورها في نصوص القراءة الابتدائية. يختلف ترتيب تكرار كلمات البصر، وتصبح أحيانًا موضع خلاف، على الرغم من احتواء العديد من القوائم على محتوى متداخل، إذ تعتمد على سياقات مثل الموقع الجغرافي والبيانات التجريبية والعينات المستخدمة وسنة النشر.

## النقد
تشير الأبحاث إلى أن استخدام كلمات البصر لا يطور الوعي الفونولوجي (الصوتي) بشكل كاف. لا يتوافق استخدام كلمات البصر كاستراتيجية تعليمية للقراءة مع نظرية المسار المزدوج، لأنه يتضمن الاستذكار خارج السياق بدلاً من تطوير المهارات الصوتية. يُقترح بدلًا من ذلك، أن يتعلم الأطفال أولاً تحديد مطابقات أصوات الأحرف، قبل دمج مجموعات الحروف وتقسيمها.
يجادل أنصار الصوتيات التركيبية، بوجوب تعلم الأطفال للأحرف الأبجدية أولًا، ثم الأصوات التي تمثلها الحروف، ثم مزيج تلك الأصوات، وأن الأطفال لا يجب أن يتذكروا الكلمات أبدًا كتصاميم مرئية. يُنظر إلى استخدام كلمات البصر كوسيلة لتعليم القراءة باللغة الإنجليزية، على أنه يتعارض مع المبدأ الأبجدي، ويقدم اللغة الإنجليزية كما لو كانت لغة رمزية.